# Pertes dans la ligne
La résistance électrique (non nulle) des conducteurs constituant la ligne et l'isolement (non infini) du diélectrique, provoquent un affaiblissement progressif de l'amplitude de l'onde parcourant la ligne.
Ces pertes ont un double inconvénient :
- affaiblissement du signal reçu et diminution de la sensibilité du système de réception.
- réduction de la puissance transmise à l'antenne par l'émetteur.

Les pertes en ligne s'expriment en dB/m (décibel/mètre de longueur) et dépendent de nombreux facteurs :
- nature du diélectrique (matière, forme, etc.)
- type de ligne (bifilaire ou coaxiale)
- fréquence de travail

Exemple : un câble coaxial très commun (réf. RG58A) d'une longueur de 30 mètres présente 6 dB de pertes à 130 MHz. Si l'on applique une puissance de 100 watts à l'entrée de cette ligne, on ne retrouvera que 25 watts à son extrémité. À 6 MHz, la perte n'est que de 1 décibel.